# Псово
Псово — озеро в Пореченской волости Великолукского района Псковской области По северному, северо-западному и северо-восточным побережьям проходит граница с Купуйской волостью.
Площадь — 6,81 км² (681,0 га; с 7 островами — 7,05 км² или 705,0 га). Максимальная глубина — 7,6 м, средняя глубина — 5,0 м.
На берегу озера расположены деревни: Сапроново Пореченской волости; а также Колюбаки, Демьяница, Крупышово Купуйской волости.
Проточное. Относится к бассейну реки Демянка (притока Ловати).
Тип озера лещово-судачий. Массовые виды рыб: щука, судак, лещ, окунь, плотва, уклея, густера, ерш, линь, караси золотой и серебряный, красноперка, налим, сом, угорь, язь, пескарь, вьюн, щиповка, пескарь, карп, верховка (ранее была ряпушка, осуществлялись посадки пеляди и сига); раки (единично).
Для озера характерно: отлогие, крутые и низкие, местами заболоченные берега, луга, лиственное мелколесье, поля, огороды, дачи, в центре — илистое дно, песчаные и песчано-каменистые нальи, в литорали — песок, камни, заиленный песок, ил, коряги; есть береговые и донные ключи.
Код водного объекта в государственном водном реестре — 01040200311102000023309.